# Betriebe der Stadt Mülheim
Die Betriebe der Stadt Mülheim (BtMH) ist der städtischer Eigenbetrieb der Stadt Mülheim an der Ruhr. Die BtMH ist zuständig für den Rhein-Ruhr-Hafen und deren Hafenbahn, den Stadthafen (Ruhrbania), die öffentlichen Tiefgaragen im Mülheimer Zentrum, das Wasserkraftwerk Raffelberg die Weiße Flotte Mülheim.

## Zuständigkeiten
Die BtMH sind für folgende Bereiche zuständig:
- Rhein-Ruhr-Hafen Speldorf, inkl. Hafenbahn als Anschluss an die Bahnstrecke Osterath–Dortmund Süd am Bahnhof Speldorf, Eröffnung 1927,  Gesamtumschlag 2023: 1.187.699 Tonnen Güter, davon 687.019 Schiffsgüterumschlag und 500.580 Eisenbahngüterumschlag[2]
- Stadthafen (Ruhrbania) in der Mülheimer Innenstadt, Eröffnung 2014 im Zuge von Ruhrbania[3]
- Vier öffentliche Tiefgaragen in der Mülheimer Innenstadt: Schloßstraße (194 Plätze), Synagogenplatz/Viktoriaplatz (152 Plätze), Rathausmarkt (90 Plätze) und Stadthalle (157 Plätze)[4]
- Wasserkraftwerk Raffelberg Speldorf, Bau 1922, Leistung 2023: 21.447.303 Kilowattstunden[5]
- Weiße Flotte Mülheim am Wasserbahnhof, Gründung 1926

Bis 2002 waren die BtMH auch für den öffentlichen Nahverkehr in Mülheim zuständig. Der damalige Oberbürgermeister Jens Baganz (damals CDU) gründete 2002 dann per Ratsbeschluss die Mülheimer VerkehrsGesellschaft (MVG), die seitdem für den Nahverkehr zuständig war. Die MVG ging 2017 zusammen mit der Via Verkehrsgesellschaft und der Essener Verkehrs-AG (EVAG) in der Ruhrbahn auf, die seitdem sowohl für den Nahverkehr in Essen als auch in Mülheim zuständig ist.